# Српски средњовековни новац
Српски средњовековни новац је штампан у средњевековној држави Србији од момента када је она била довољно самостална да кује сопствени новац и даље зависила од статуса које је она имала у том периоду. 
Први помен „српског динара“ датира из времена владавине Стефана Немањића 1214. Све до пада Српске деспотовине 1459. године већина српских владара ковала је сребрне динаре.

## Историја
Србија има веома богату историју ковања новца. Најраније откривен новац на територији данашње Србије, кован у периоду између 3-4. века, пронађен је у Виминацијуму (данас Костолац), Дакији (данас део Баната) и Сирмијуму (данас Сремска Митровица).
Српска историја, од 7. до 21. века, може се организовати у 5 карактеристичних временских периода:
- Пренемањићки период 610-1166 (556 година)
- Немањићки период 1166-1371 (205 година)
- Пост Немањићки период 1371-1463 (92 године)
- Османски период окупације 1463-1804 (341 година)
- Савремени српски период 1804-данас (219 година)

Генерално се ови периоди могу поелити на период Краљевства, Царства, Деспотовине и племића.

### Српско краљевство (1217-1346.)
- Стефан Првовенчани (1217-1228),
- Стефан Радослав (1228-1234) и
- Стефан Владислав (1234-1243),
- Урош Први или Урош Велики Стефан (1276-1282,
- Стефан Урош Други Милутин (1282-1321),
- Стефан Владислав  (1321-1324)
- Стефан Урош Трећи Дечански (1321-1331)
- краљ Стефан Душан (1331-1346.)
- краљ Стефан Урош Четврти са оцем,
- Вукашин Мрњавчевић (1365-1371)
- Марко Мрњавчевић (1371-1395)
- Стефан Твртко I Котроманић (1377-1391.)

### Српско царство 1346-1371.
- Стефан Душан (1346.-1355.)
- Стефан Урош Пети (1355-1371.)

### Српске Деспотовине 1402-1459.
- Стефан Лазаревић (1402-1427)
- Ђурађ Бранковић (1427-1456)
- Стефан Томашевић (1459.)
- Лазар Бранковић (1456-1458)
- Стефан Бранковић (1458-1458.)
- Угљеша Мрњавчевић који је владао Сером (1365-1371.)

Деспота је било 6 али 4 кована новца. Под Српском Деспотовином 4 града су ковала новац: Ново Брдо, Рудиште, Смедерево и Рудник.

### Племство
- Лазар Хребељановић (1371-1389)
- Вук Бранковић (1371-1397)
- Балшићи властелински владари Зете (1356-1421.)
- Ђурађ II Страцимировић Балшић (1385-1403)
- Балша III Балшић (1403-1421.)
- Лазар Бранковић Господар Косова (1406-1410)
- Војвода Иваниш (око 1450-1459).

Поред тога, док су се на новцу појављивале краљице и царице, имамо краљицу Јелену Мрњавчевић (1365-1388) самосталну емисију и једну регенткињу Милицу Хребељановић (1389-1393.)
Средњовјековни новац српске државе у Босни може се категоризирати у 2 врсте издања, банске и краљевске. 

### Банови Босне
- Павла и Младен Шубић (1299-1322.)
- Стефан II Котроманић (1322-1353.)

### Краљеви Босне
- Стефан Твртко I Котроманић (1377-1391)
- Стефан Твртко II Котроманић (1404-1409 и 1421-1443)
- Стефан Томаш Остојић (1443-1461)
- Стефан Томашевић (1461-1463.)

И на крају имамо 6 приморских градова под влашћу Немањића и Балшића које чине Котор, Улцињ, Бар, Скадар, Свач и Дриваст средњовјековни градови.
Поред тога ту су и Звечан, Призрен и Скопље.
Највећи део ових новчића су пронађени у Новом Пазару, област Старог Раса, у Поморију, у југоисточној Бугарској, код града Бургаса  и око Скадарског језера.
Цар Стефан Душан је усвојио византијски хиперпирон (перпер), велику новчану јединицу: царски порез је био један перпер годишње по кући.
Први српски динари, као и многи други јужноевропски новчићи, реплицирали су венецијански гросо, укључујући слова на латиници. Дуги низ година био је један од главних извозних артикала средњовековне Србије, с обзиром на релативно обиље сребра из српских рудника. Док је у средњовековној Србији циркулисало више страних валута, средњовековни динар је ипак задржао стабилну вредност од почетка 13.  до средине 14. века када се 24 динара мењало за 1 златник дукат. 
Млечани су били незадовољни овом ситуацијом, а Данте Алигијери је отишао толико далеко да је српског краља свог времена Стефана Милутина ставио у пакао као фалсификатора, заједно са његовим португалским и норвешким колегама.
Деспот Србије Ђурађ Бранковић извршио је 1435. године монетарну реформу којом је курс девалвирао на 35-40 динара за 1 млетачки дукат.

## Галерија
- Динар Стефана Уроша (r. 1243–1276).
- Динар Стефана Драгутина (r. 1276–1282).
- Динар Стефана Милутина (r. 1282–1321).
- Динар Стефана Уроша III (r. 1321–1331).
- Динар Стефана Душана (r. 1331–1355).